# Phare du cap des Trois Fourches
Le phare du cap des Trois Fourches est un phare situé en bout du Cap des Trois Fourches proche de Nador (Région de l'Oriental - Maroc).
Il est géré par l'autorité portuaire et maritime au sein du Ministère de l'équipement, du transport, de la logistique et de l'eau.

## Histoire
Le phare a été mis en service en 1909 sur le Cap des Trois Fourches. C'est une tour carré en pierre, avec galerie et lanterne, de 18 m de haut dominant une grande maison de gardiens de deux étages. Le bâtiment est en pierre sombre avec des arêtes blanches. La lanterne est peinte en rouge avec un dôme vert. Il est équipé d'une lentille de Fresnel de 1er ordre. Il émet un groupe de 4 éclats blancs, toutes les 20 secondes, visibles jusqu'à 19 milles nautiques (environ 35 km).
Il se trouve à la fin d'une péninsule rocheuse d'environ 30 km et sert à la signalisation maritime de la mer d'Alboran. Il est à environ 20 km au nord de Melilla, une enclave espagnole sur la côte marocaine.
Identifiant : ARLHS : MAR002 - Amirauté : E6778 - NGA : 22772 .
|           |
| Le phare. |

|                         |
| Cap des Trois Fourches. |